# 陈敏求
陈敏求（？—），男，中华人民共和国政治人物，曾任宁夏回族自治区交通厅厅长，宁夏回族自治区人大常委会副主任。